# BODR
BODR (abbreviazione di Bacc On Death Row) è il ventesimo album in studio del rapper statunitense Snoop Dogg, pubblicato nel 2022 per la Death Row Records, a seguito del suo acquisto dell'etichetta discografica. 

## Tracce
1. Still Smokin – 1:31
2. Gun Smoke – 1:50
3. Coming Back (featuring October London and Nefertitti Avani) – 3:31
4. Sandwich Bag – 2:49
5. Conflicted (featuring Nas) – 2:50
6. Daddy (featuring Emo Trap) – 3:37
7. Doggystylin – 2:53
8. Crip Ya Enthusiasm – 3:39
9. Gotta Keep Pushing (featuring T.I. and Sleepy Brown) – 3:13
10. House I Built – 3:10
11. Outside the Box (featuring Nate Dogg) – 2:22
12. Jerseys in the Rafters (featuring The Game) – 2:29
13. Pop Pop (featuring DaBaby) – 2:24
14. Catch a Vibe (featuring HeyDeon) – 3:14
15. It's in the Air (featuring Uncle Murda and Jane Handcock) – 3:12
16. We Don't Gotta Worry No More – 2:57
17. Get This Dick (featuring Lil Duval and October London) – 3:30
18. Snoopy Don't Go (featuring October London) – 4:00